# William Hare (1er comte de Listowel)
William Hare, 1er comte de Listowel (septembre 1751 - 13 juillet 1837), connu sous les noms de Lord Ennismore de 1800 à 1816 et de vicomte Ennismore et Listowel de 1816 à 1822, est un pair irlandais et membre du Parlement.

## Biographie
Il est le deuxième fils de Richard Hare d'Ennismore, comté de Kerry, et de Catherine (également connue sous le nom de Margaret), fille de Samuel Maylor. Son frère aîné, John, est décédé célibataire en 1774.
En 1796, il est élu à la Chambre des communes irlandaise pour la ville de Cork, poste qu'il occupe jusqu'en 1797, puis représente Athy de 1798 jusqu'à l'acte d'Union en 1801. La dernière année, il est élevé à la pairie d'Irlande le 31 juillet 1800, comme baron Ennismore, dans le comté de Kerry. En janvier 1816, il est nommé vicomte Ennismore et Listowel et le 5 février 1822, il est créé comte de Listowel, dans le comté de Kerry, dans la pairie d'Irlande.

## Famille
Lord Listowel épouse en 1772 Mary, fille unique de Henry Wrixon à Ballygiblin, comté de Cork.
À la mort de sa première femme en 1810, il épouse le 2 mars 1815 Anne, deuxième fille de John Latham, de Meldrum, comté de Tipperary. Par sa première femme il a:
- Richard Lysaght, vicomte Ennismore (1773-1827) marié à Catherine Dillon, fille aînée de Robert Dillon (1er baron Clonbrock)
- William Henry (1782-1848) épousa le 17 juillet 1806 Charlotte, fille unique d'Isaac Baugh
- Margaret Anne (décédée en 1835) mariée en 1799, à Richard White (1er comte de Bantry)
- Mary (décédée en 1841) mariée en 1803 à Charles Morley Balders de Barsham, Norfolk
- Louisa (décédée en 1855) mariée en 1817 John Bushe, fils aîné du juge en chef Charles Kendal Bushe
- Catherine (décédée en 1864) épouse en 1808 Richard Maunsell (décédé en 1819).

Il meurt le 13 juillet 1837 à l'âge de 85 ans. Son petit-fils William Hare (2e comte de Listowel), fils aîné de son fils Richard Hare, vicomte Ennismore, lui succède. Lady Listowel est décédée en 1859.